# Codice ATCvet QP51
Il codice ATCvet QP51 "Antiprotozoari" è un sottogruppo del sistema di classificazione Anatomico Terapeutico e Chimico, un sistema di codici alfanumerici sviluppato dall'OMS per la classificazione dei farmaci e altri prodotti medici. Il sottogruppo QP fa parte del gruppo anatomico P, farmaci per uso veterinario Antiparassitari, insetticidi e repellenti.
Numeri nazionali della classificazione ATC possono includere codici aggiuntivi non presenti in questa lista, che segue la versione OMS.

## QP51A Agenti contro le malattie da protozoi

### QP51AA Derivati nitroimidazolici
QP51AA01 Metronidazolo
QP51AA02 Tinidazolo
QP51AA03 Ornidazolo
QP51AA04 Azanidazolo
QP51AA05 Propenidazolo
QP51AA06 Nimorazolo
QP51AA07 Dimetridazolo
QP51AA08 Ronidazolo
QP51AA09 Carnidazolo
QP51AA10 Ipronidazolo

### QP51AB Composti dell'antimonio
QP51AB01 Meglumina antimoniato
QP51AB02 Sodio stibogluconato

### QP51AC Derivati del nitrofurano
QP51AC01 Nifurtimox
QP51AC02 Nitrofurazone

### QP51AD Composti dell'arsenico
QP51AD01 Arstinol
QP51AD02 Difetarsone
QP51AD03 Glicobiarsol
QP51AD04 Melarsoprol
QP51AD05 Acetarsolo
QP51AD06 Melarsamina
QP51AD53 Glicobiarsol, combinazioni

### QP51AE Carbanilina
QP51AE01 Imidocarb
QP51AE02 Suramina sodica
QP51AE03 Nicarbazina

### QP51AF Ammidine
QP51AF01 Diminazene
QP51AF02 Pentamidina
QP51AF03 Fenamidina

### QP51AG Sulfamidici, semplici e in combinazioni
QP51AG01 Sulfadimidina
QP51AG02 Sulfadimetoxina
QP51AG03 Sulfachinossalina
QP51AG04 Sulfaclozina
QP51AG30 Combinazioni di sulfamidici
QP51AG51 Sulfadimidina, combinazioni
QP51AG53 Sulfachinossalina, combinazioni

### QP51AH Pirani e idropirani
QP51AH01 Salinomicina
QP51AH02 Lasalocida
QP51AH03 Monensina
QP51AH04 Narasina
QP51AH54 Narasina, combinazioni

### QP51AJ Triazine
QP51AJ01 Toltrazuril
QP51AJ02 Clazuril
QP51AJ03 Diclazuril
QP51AJ04 Ponazuril

### QP51AX Altri agenti antiprotozoari
QP51AX01 Chiniofon
QP51AX02 Emetina
QP51AX03 Fanchinone
QP51AX04 Mepacrine
QP51AX05 Nifursolo
QP51AX06 Bromuro di etidio
QP51AX07 Diminazene
QP51AX08 Alofuginone
QP51AX09 Amprolium
QP51AX10 Maduramicina
QP51AX11 Arprinocid
QP51AX12 Zoalene
QP51AX13 Robenidina
QP51AX14 Decochinato
QP51AX16 Aminonitrotiazolo
QP51AX17 Etopabato
QP51AX18 Diaveridina
QP51AX19 Isometamidio
QP51AX20 Quinapiramina
QP51AX21 Parvaquone
QP51AX22 Buparvaquone
QP51AX23 Fumagillina
QP51AX24 Domperidone
QP51AX30 Combinazioni di altri agenti protozoari
QP51AX51 Pirimetamina, combinazioni
QP51AX59 Amprolium, combinazioni

## QP51B Agenti contro la coccidiosi - classificazione opzionale
Gruppo vuoto

## QP51C Agenti contro l'amebiasi e istomoniasi - classificazione opzionale
Gruppo vuoto

## QP51D  Agenti contro la leishmaniosi e la tripanosomiasi - classificazione opzionale
Gruppo vuoto

## QP51E Agenti contro la babesiosi e teileriosi - classificazione opzionale
Gruppo vuoto

## QP51X  Altri agenti antiprotozoari  - classificazione opzionale
Gruppo vuoto